# Mercedes-Benz S
La Mercedes-Benz S est un modèle d'automobile du constructeur allemand Mercedes-Benz, construite entre 1926 et 1930.

## Historique
Cette évolution de la Mercedes-Benz K est équipée de deux motorisations de 6,8 L, pour des puissances de 120 et 180 chevaux. Elle est conçue et dessinée par l'ingénieur en chef de Mercedes-Benz d'alors, Ferdinand Porsche.
Différentes versions fut construite : les SS, SSK, et SSKL, entre 1928 et 1932. Leurs spécifications pouvaient varier, selon les désirs des clients fortunés.

## Galerie d'Images

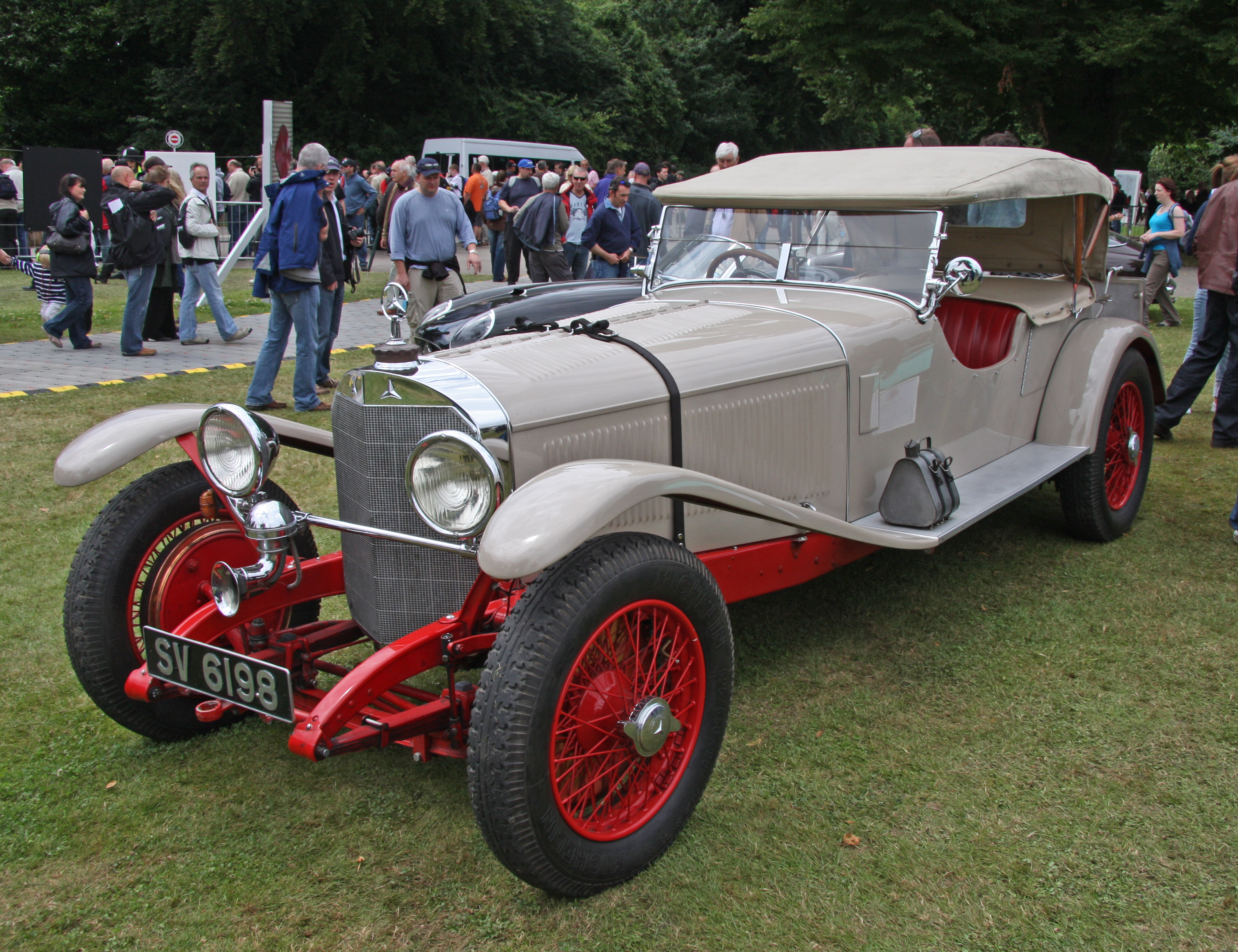
1927 Rennsport.
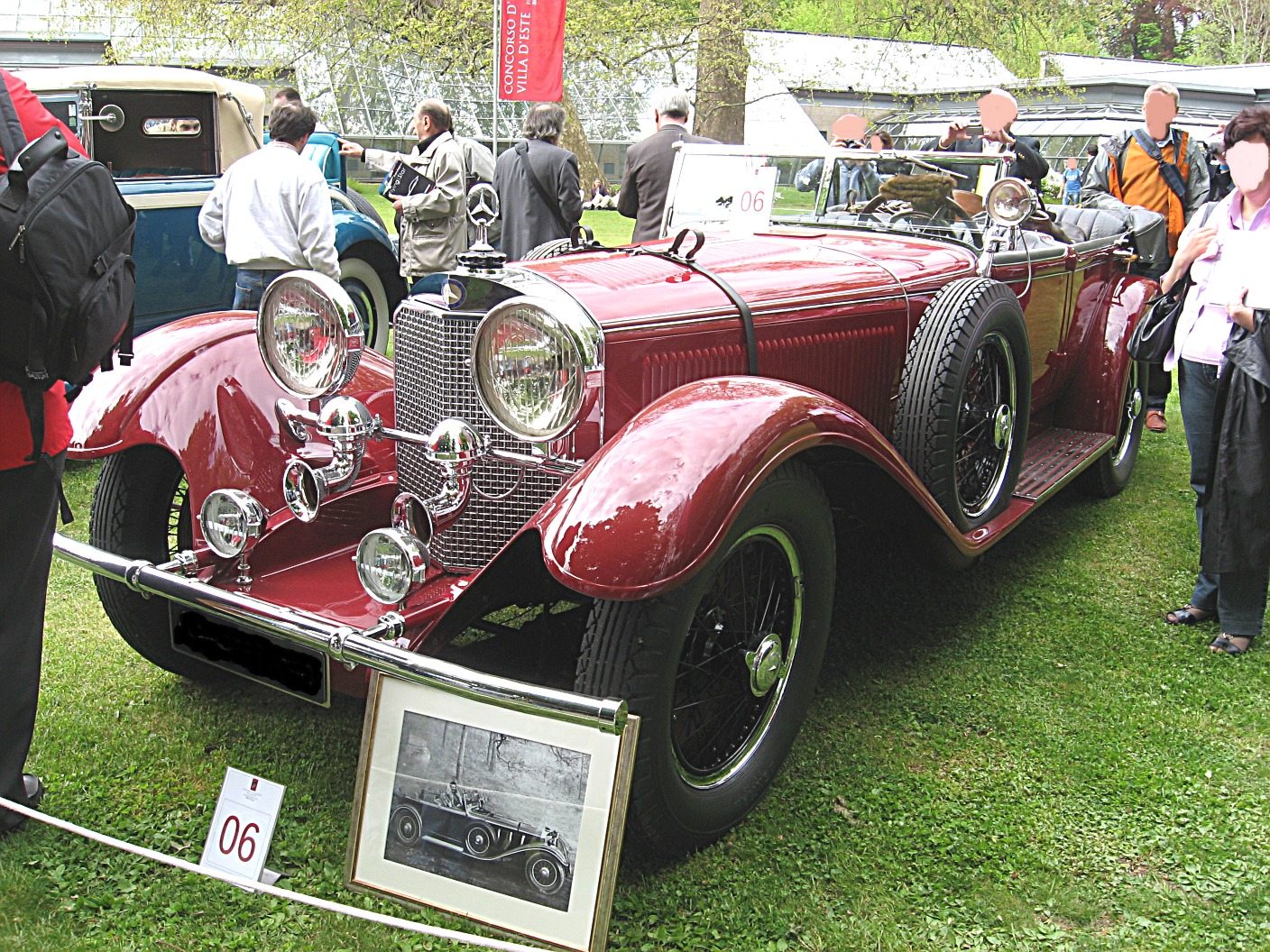
1928 de face.
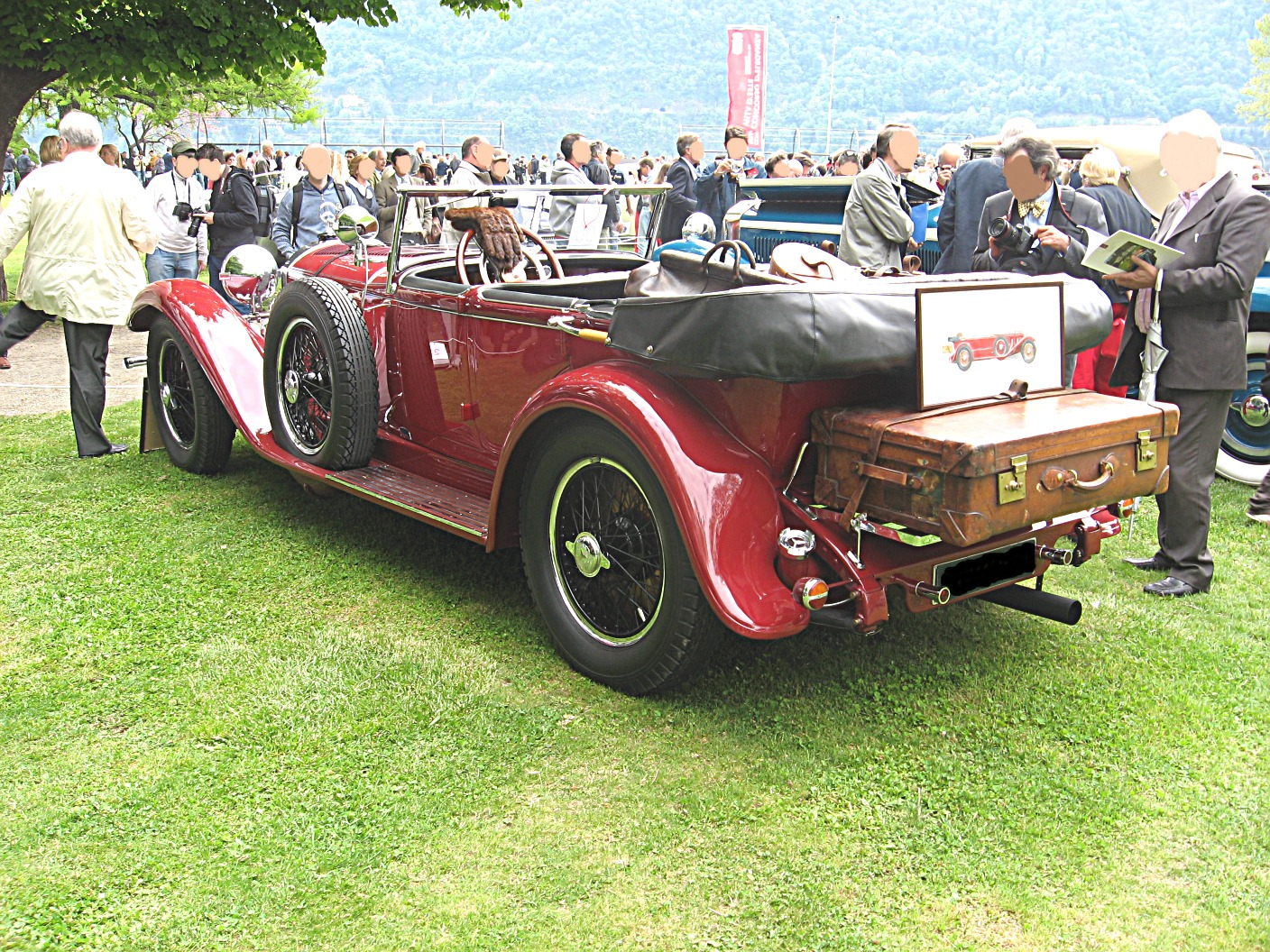
et de 3/4 arrière.
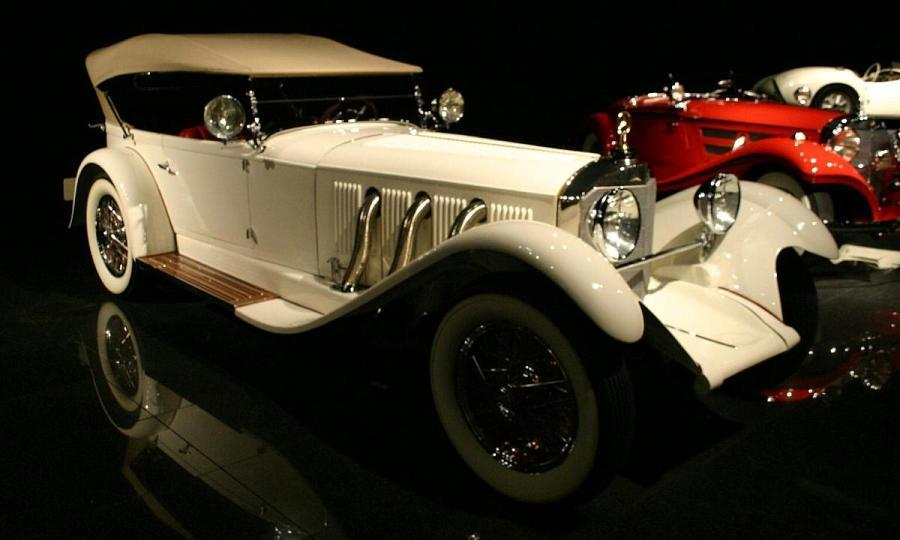
Avec capote (1929).

## Palmarès (principal: S, SS, SSK*, et SSKL)
(* : essentiellement, et sauf mention contraire)
1927
- Eifelrennen Nürburgring (Caracciola) (S)
- Grand Prix d'Allemagne (Mertz, et triplé) (S)
- côte de Semmering (Rosenberger) (S)

1928
- Grand Prix d'Allemagne (Carraciola et Werner, et triplé) (SS)
- côte de Gabelbach (Caracciola)
- côte de Ratisbone (Caracciola)
- côte du col des Montes (Chamonix, Caracciola)
- côte de Semmering (Caracciola)

1929
- RAC Tourist Trophy (Caracciola) (SS)
- côte de Baden-Baden (Caracciola)
- côte de Gaisberg (Caracciola)
- côte de Montjuïc (Caracciola)
- côtes du Stelvio et du Pordoi, lors de la Coupe Internationale des Alpes (Kimpel)

1930
- Circuit de Caserte (Caflisch)
- Grand Prix d'Irlande (Caracciola)
- 400 kilomètres de Mercedes (Zatuszek)
- côte de Svab (Caracciola, championnat d'Europe)

Caracciola Champion d'Europe de la montagne
1931
- Grand Prix d'Allemagne (Carraciola) (SSKL)
- Mille Miglia (Caracciola et Sebastian) (SSKL)
- Grand Prix d'Otonó (Zatuszek)
- 24 Heures de Spa (Zehender et Djordjadze)
- Gran Premio Nacional Argentino de Carretera (Zatuszek)
- côte de Rabassada (Caracciola, championnat d'Europe)
- côte de Zbraslav-Jíloviště (Caracciola, championnat d'Europe)
- côte du Schauinsland (Caracciola)
- côte du Tatra (Caracciola, championnat d'Europe)
- côte du Mont Ventoux (Caracciola, championnat d'Europe)
- côte de Ratisbone (Stuck)
- côte d'Hármashatár (Caracciola, championnat d'Europe)

Caracciola Champion d'Europe de la montagne
1932
- Grand Prix d'Otonó (Zatuszek)
- côte du Stelvio (Stuck, championnat d'Europe)
- Eläintarhanajo (Widengren)

Stuck Champion d'Europe de la montagne
1933
- Eläintarhanajo (Ebb)
- côte du Kesselberg (Brauchitsch) (SSKL)
- côte de Gabelbach (Brauchitsch) (SSKL)
- côte de Würgau (Brauchitsch) (SSKL)

1935
- Eläintarhanajo (Ebb)
- Grand Prix d'Otonó (Zatuszek)
- 500 Milles de Rafaela (Zatuszek)

1937
- 500 Milles de Rafaela (Zatuszek)

1938
- 500 Milles de Rafaela (Brosutti)

1948
- 500 Milles de Rafaela (Brosutti)

1949
- 500 Milles de Rafaela (Fantó)

1951
- 500 Milles de Rafaela (Fantó)